# آرثر هارفي
آرثر هارفي (بالإنجليزية: Arthur Harvey)‏ هو مستثمر ومسير أعمال وسياسي أسترالي وبريطاني (وحمل سابقاً جنسية المملكة المتحدة لبريطانيا العظمى وأيرلندا)، ولد في 1827، وتوفي في 25 يناير 1902 في ويلينغتون في نيوزيلندا. انتخب عضو مجلس النواب جنوب أستراليا من الجمعية عن دائرة Electoral district of West Torrens ‏ وقد انضم خلال فترته النيابية (23 أبريل 1884 – 1 أبريل 1887) للكتلة البرلمانية مستقل.